# Fengshun
Fengshun léase Fong-Shúen (en chino simplificado, 丰顺县; pinyin, Fēngshùn xiàn)  es un condado bajo la administración directa de la ciudad-prefectura de Meizhou. Se ubica al este de la provincia de Cantón, en el sur de la República Popular China. Su área es de 2706 km² y su población total para 2018 fue cerca del medio millón de habitantes.

## Administración
El condado de Fengshun se divide en 16 pueblos que se administran en poblados.

## Clima
| Parámetros climáticos promedio de Fengshun (1981−2010) | Parámetros climáticos promedio de Fengshun (1981−2010) | Parámetros climáticos promedio de Fengshun (1981−2010) | Parámetros climáticos promedio de Fengshun (1981−2010) | Parámetros climáticos promedio de Fengshun (1981−2010) | Parámetros climáticos promedio de Fengshun (1981−2010) | Parámetros climáticos promedio de Fengshun (1981−2010) | Parámetros climáticos promedio de Fengshun (1981−2010) | Parámetros climáticos promedio de Fengshun (1981−2010) | Parámetros climáticos promedio de Fengshun (1981−2010) | Parámetros climáticos promedio de Fengshun (1981−2010) | Parámetros climáticos promedio de Fengshun (1981−2010) | Parámetros climáticos promedio de Fengshun (1981−2010) | Parámetros climáticos promedio de Fengshun (1981−2010) |
| Mes                                                    | Ene.                                                   | Feb.                                                   | Mar.                                                   | Abr.                                                   | May.                                                   | Jun.                                                   | Jul.                                                   | Ago.                                                   | Sep.                                                   | Oct.                                                   | Nov.                                                   | Dic.                                                   | Anual                                                  |
| ------------------------------------------------------ | ------------------------------------------------------ | ------------------------------------------------------ | ------------------------------------------------------ | ------------------------------------------------------ | ------------------------------------------------------ | ------------------------------------------------------ | ------------------------------------------------------ | ------------------------------------------------------ | ------------------------------------------------------ | ------------------------------------------------------ | ------------------------------------------------------ | ------------------------------------------------------ | ------------------------------------------------------ |
| Temp. máx. abs. (°C)                                   | 29.9                                                   | 31.1                                                   | 34.1                                                   | 36.0                                                   | 36.6                                                   | 37.8                                                   | 39.2                                                   | 38.5                                                   | 37.2                                                   | 35.5                                                   | 34.6                                                   | 31.8                                                   | '                                                      |
| Temp. máx. media (°C)                                  | 19.3                                                   | 19.6                                                   | 21.7                                                   | 25.5                                                   | 28.8                                                   | 30.9                                                   | 33.2                                                   | 33.0                                                   | 31.7                                                   | 29.3                                                   | 25.6                                                   | 21.2                                                   | 26.7                                                   |
| Temp. media (°C)                                       | 13.8                                                   | 14.8                                                   | 17.3                                                   | 21.2                                                   | 24.5                                                   | 26.8                                                   | 28.3                                                   | 28.0                                                   | 26.7                                                   | 23.9                                                   | 19.7                                                   | 15.3                                                   | 21.7                                                   |
| Temp. mín. media (°C)                                  | 10.1                                                   | 11.6                                                   | 14.1                                                   | 18.1                                                   | 21.4                                                   | 23.9                                                   | 24.7                                                   | 24.6                                                   | 23.4                                                   | 20.1                                                   | 15.6                                                   | 11.1                                                   | 18.2                                                   |
| Temp. mín. abs. (°C)                                   | 0.4                                                    | 1.9                                                    | 2.1                                                    | 9.0                                                    | 13.6                                                   | 17.4                                                   | 21.1                                                   | 20.7                                                   | 16.5                                                   | 10.6                                                   | 3.9                                                    | −0.4                                                   | '                                                      |
| Precipitación total (mm)                               | 33.1                                                   | 79.9                                                   | 125.5                                                  | 185.9                                                  | 223.2                                                  | 324.3                                                  | 296.4                                                  | 279.8                                                  | 209.8                                                  | 45.0                                                   | 31.0                                                   | 31.8                                                   | 1865.7                                                 |
| Humedad relativa (%)                                   | 72                                                     | 78                                                     | 80                                                     | 82                                                     | 82                                                     | 84                                                     | 81                                                     | 82                                                     | 79                                                     | 74                                                     | 71                                                     | 69                                                     | 77.8                                                   |
| Fuente: China Meteorological Data Service Center       |                                                        |                                                        |                                                        |                                                        |                                                        |                                                        |                                                        |                                                        |                                                        |                                                        |                                                        |                                                        |                                                        |